# Atriplex cordobensis
Atriplex cordobensis är en amarantväxtart som beskrevs av Michel Gandoger och Teodoro Theodor Juan Vicente Stuckert. Atriplex cordobensis ingår i släktet fetmållor, och familjen amarantväxter. Inga underarter finns listade i Catalogue of Life.